# Nati il 10 agosto
| Questa pagina contiene informazioni ricavate automaticamente dalle voci biografiche con l'ausilio del template Bio e di un bot. L'aggiornamento è periodico e automatico e ricostruisce completamente la pagina. Se manca una persona in questa lista, sei pregato di non aggiungerla, ma accertati piuttosto che la sua voce biografica contenga il template Bio e che i dati anagrafici siano correttamente compilati. Se il template Bio manca, inseriscilo tu stesso o, in alternativa, metti l'avviso {{tmp\|Bio}} che ne segnala la mancanza. Se i dati riportati sono sbagliati, correggi direttamente la voce biografica; le modifiche saranno visibili in questa lista entro pochi giorni. Per chiarimenti vedi il progetto biografie. La lista contiene solo le 1.188 persone che sono citate nell'enciclopedia e per le quali è stato implementato correttamente il template Bio. Pagina aggiornata al 13 ago 2025. |

## II secolo a.C.(1)
- 156 a.C. - Han Wudi, imperatore cinese († 87 a.C.)

## VIII secolo(1)
- 787 - Abu Ma'shar al-Balkhi, matematico, astronomo e astrologo persiano († 886)

## XIII secolo(1)
- 1267 - Giacomo II d'Aragona, re († 1327)

## XIV secolo(4)
- 1350 - Bernardo Cabrera, nobile, politico e militare spagnolo († 1423)
- 1360 - Francesco Zabarella, giurista, cardinale e vescovo cattolico italiano († 1417)
- 1377 - Alfonso I di Braganza, nobile portoghese († 1461)
- 1399 - Pietro Geremia, religioso italiano († 1452)

## XV secolo(9)
- 1424 - Bonifacio III del Monferrato, marchese († 1494)
- 1439 - Anna di York, nobile († 1476)
- 1449 - Bona di Savoia, duchessa († 1503)
- 1466 - Francesco II Gonzaga, nobile, condottiero e collezionista d'arte italiano († 1519)
- 1468 - Lorenzo Tornabuoni, nobile italiano († 1497)
- 1485 - Luigi da Porto, scrittore e storiografo italiano († 1529)
- 1486 - Guglielmo IX del Monferrato, marchese († 1518)
- 1489 - Jacob Sturm von Sturmeck, politico tedesco († 1553)
- 1493 - Andrea Matteo Palmieri, cardinale e arcivescovo cattolico italiano († 1537)

## XVI secolo(15)
- 1507 - Jacques Arcadelt, compositore fiammingo († 1568)
- 1512 - Enrico-Francesco di Foix-Grailly-Candale, vescovo cattolico francese († 1594)
- 1517 - Gerolamo Porporato, giurista e politico italiano († 1581)
- 1520 - Maddalena di Valois, principessa francese († 1537)
- 1521 - Vittoria Farnese, nobile italiana († 1602)
- 1527 - Barbara di Brandeburgo, nobile († 1595)
- 1528 - Eric II di Brunswick-Calenberg, nobile tedesco († 1584)
- 1536 - Caspar Oleviano, teologo e predicatore tedesco († 1587)
- 1547 - Francesco II di Sassonia-Lauenburg, duca († 1619)
- 1549 - Caterina di Brandeburgo-Küstrin, nobile tedesca († 1602)
- 1556 - Philipp Nicolai, pastore protestante, poeta e compositore tedesco († 1608)
- 1567 - Girolamo Giacobbi, compositore italiano († 1628)
- 1570 - Filippo di Holstein-Gottorp, duca tedesco († 1590)
- 1583 - Sigismondo Coccapani, pittore e architetto italiano († 1643)
- 1596 - Lorentz Eichstadt, medico e astronomo tedesco († 1660)

## XVII secolo(18)
- 1604 - Achille Sergardi, ammiraglio italiano († 1671)
- 1617 - Leonardo Di Capua, medico, scienziato e filosofo italiano († 1695)
- 1617 - Rinaldo d'Este, cardinale e vescovo cattolico italiano († 1672)
- 1623 - Lorenzo Crasso, nobile, letterato e poeta italiano († 1691)
- 1625 - Augustine Reding, abate e teologo svizzero († 1692)
- 1629 - Agostino Scilla, pittore, scienziato e paleontologo italiano († 1700)
- 1645 - Eusebio Francesco Chini, gesuita, missionario e geografo italiano († 1711)
- 1653 - Louis Pécour, danzatore e coreografo francese († 1729)
- 1653 - Edward Russell, I conte di Orford, ammiraglio britannico († 1727)
- 1655 - Lorenzo Vaccaro, scultore, architetto e pittore italiano († 1706)
- 1659 - Sybrandus van Noordt, compositore, clavicembalista e organista olandese († 1705)
- 1662 - Joseph Christophe, pittore, disegnatore e decoratore francese († 1748)
- 1673 - Johann Konrad Dippel, alchimista tedesco († 1734)
- 1676 - Charles Dieupart, clavicembalista, violinista e musicista francese († 1751)
- 1686 - Johann Georg Christian von Lobkowitz, generale austriaco († 1755)
- 1694 - John Leveson-Gower, I conte Gower, nobile e politico inglese († 1754)
- 1697 - Aleksandr Borisovič Kurakin, politico e ambasciatore russo († 1749)
- 1697 - Ramiro Rampinelli, matematico, fisico e religioso italiano († 1759)

## XVIII secolo(48)
- 1710 - Luisa Dorotea di Sassonia-Meiningen, duchessa († 1767)
- 1713 - Giovanni Anastasio Pozzobon, poeta e tipografo italiano († 1785)
- 1716 - Eugenio Vulgaris, vescovo ortodosso, filosofo e teologo greco († 1806)
- 1724 - Georg Adam von Starhemberg, nobile e diplomatico austriaco († 1807)
- 1727 - Carlo Antonio di Schleswig-Holstein-Sonderburg-Beck, nobile tedesco († 1759)
- 1728 - Giulio Lorenzo Selvaggio, giurista e archeologo italiano († 1772)
- 1729 - William Howe, generale, politico e nobile britannico († 1814)
- 1736 - Giovanni Archinto, cardinale italiano († 1799)
- 1737 - Anton Losenko, pittore ucraina († 1773)
- 1739 - Peder Aadnes, pittore norvegese († 1792)
- 1740 - Leopoldo III di Anhalt-Dessau, principe e duca († 1817)
- 1740 - Samuel Arnold, compositore, organista e musicologo inglese († 1802)
- 1747 - Henry Fox-Strangways, II conte di Ilchester, nobile e politico inglese († 1802)
- 1748 - Józef Maksymilian Ossoliński, politico e scrittore polacco († 1826)
- 1749 - John Edwin, attore teatrale e scrittore inglese († 1790)
- 1749 - Christian August Lorentzen, pittore danese († 1828)
- 1750 - Félix Amat, arcivescovo cattolico, teologo e bibliotecario spagnolo († 1834)
- 1753 - François Aimé Louis Dumoulin, disegnatore, pittore e incisore svizzero († 1834)
- 1753 - Edmund Randolph, politico statunitense († 1813)
- 1755 - Karl Dominik von Reding, politico svizzero († 1815)
- 1758 - Armand Gensonné, politico e avvocato francese († 1793)
- 1758 - Aleksandr Dmitrievič Lanskoj, militare russo († 1784)
- 1758 - Cosimo Rossi Melocchi, architetto italiano († 1820)
- 1762 - Philippe-Auguste Hennequin, pittore francese († 1833)
- 1768 - Joseph Maria von Fraunberg, arcivescovo cattolico tedesco († 1842)
- 1768 - Johann Michael Vogl, baritono e compositore austriaco († 1840)
- 1774 - Iacopo Casanova, generale italiano († 1835)
- 1778 - Domenico Barbaja, impresario teatrale italiano († 1841)
- 1780 - Pierre François Dejean, entomologo e militare francese († 1845)
- 1780 - Friedrich Joseph Haass, medico tedesco († 1853)
- 1782 - Vicente Guerrero, politico, generale e patriota messicano († 1831)
- 1782 - Charles James Napier, generale britannico († 1853)
- 1786 - Federico Guglielmo d'Assia-Philippsthal-Barchfeld, nobile († 1834)
- 1790 - George McDuffie, politico statunitense († 1851)
- 1790 - Mariano Melgar, poeta peruviano († 1815)
- 1792 - Charles-François Nanteuil-Leboeuf, scultore francese († 1865)
- 1793 - John Crichton-Stuart, II marchese di Bute, nobile britannico († 1848)
- 1793 - August Neithardt, compositore tedesco († 1861)
- 1794 - Jean-Antoine Fabre, economista francese († 1864)
- 1794 - Pietro Valente, architetto e teorico dell'architettura italiano († 1859)
- 1794 - Leopold Zunz, ebraista tedesco († 1886)
- 1794 - Amalia di Sassonia, compositrice e drammaturga tedesca († 1870)
- 1797 - Guglielmo Cottrau, editore e compositore francese († 1847)
- 1797 - Joseph Gerhard Zuccarini, botanico tedesco († 1848)
- 1799 - Lorenzo Doveri, architetto italiano († 1866)
- 1799 - Marcello Gianotti, generale e politico italiano († 1868)
- 1799 - Samuel Dickinson Hubbard, politico statunitense († 1855)
- 1800 - Otto August Rosenberger, astronomo tedesco († 1890)

## XIX secolo(188)
- 1801 - Christian Hermann Weisse, filosofo e teologo tedesco († 1866)
- 1802 - Gaspare Ordoño de Rosales, patriota italiano († 1887)
- 1802 - Lorenzo Toncini, pittore italiano († 1884)
- 1803 - Joseph Vinoy, generale e politico francese († 1880)
- 1806 - Charles-Marie Saisson, monaco cristiano e presbitero francese († 1877)
- 1806 - Julius Weisbach, matematico e ingegnere tedesco († 1871)
- 1807 - Vincenzo Gazzotto, pittore italiano († 1884)
- 1808 - Carl Friedrich Weitzmann, musicologo e musicista tedesco († 1880)
- 1809 - John Kirk Townsend, ornitologo e naturalista statunitense († 1851)
- 1810 - Lorenzo Batlle, politico uruguaiano († 1887)
- 1810 - Leopoldo Cannavina, politico italiano († 1877)
- 1810 - Camillo Benso, conte di Cavour, politico, patriota e imprenditore italiano († 1861)
- 1814 - Henri Nestlé, imprenditore tedesco († 1890)
- 1814 - John Clifford Pemberton, generale statunitense († 1881)
- 1817 - Nicolò Turrisi Colonna, politico italiano († 1889)
- 1818 - Nikola Hristić, politico serbo († 1911)
- 1818 - Ewa Potocka, nobildonna polacca († 1895)
- 1819 - Frederick Haines, generale britannico († 1909)
- 1821 - Hamengkubuwono VI, sovrano indonesiano († 1877)
- 1822 - Virginia Eliza Clemm, statunitense († 1847)
- 1822 - Ján Kalinčiak, scrittore e poeta slovacco († 1871)
- 1823 - Ippolito Amicarelli, politico italiano († 1889)
- 1823 - Achille Costa, entomologo italiano († 1898)
- 1823 - Antônio Gonçalves Dias, poeta, drammaturgo e insegnante brasiliano († 1864)
- 1823 - Giovanni Maurigi, politico, magistrato e avvocato italiano († 1881)
- 1824 - Pompeo Bariola, militare e politico italiano († 1894)
- 1824 - Ulrich Geisser, banchiere svizzero († 1894)
- 1825 - Galeazzo di Bagno, politico italiano († 1893)
- 1825 - Stefano Turr, militare e politico ungherese († 1908)
- 1826 - Nicolò Coccon, organista, compositore e direttore di coro italiano († 1903)
- 1827 - Adalbert Falk, politico, giurista e avvocato tedesco († 1900)
- 1828 - Federigo Pizzuti, militare italiano († 1905)
- 1830 - Giovanni Corvetto, militare e politico italiano († 1898)
- 1832 - Giulio Marvardi, pittore italiano († 1916)
- 1834 - Giuseppe Castellazzi, architetto, ingegnere e restauratore italiano († 1887)
- 1836 - Vittorio Avondo, pittore e archeologo italiano († 1910)
- 1837 - Baptist Bernhard von Minnigerode, alpinista, scrittore e matematico tedesco († 1896)
- 1837 - Oscar von Schüppel, patologo tedesco († 1881)
- 1839 - Ludovico Quandel, militare, politico e scrittore italiano († 1929)
- 1840 - John Fullerton, ammiraglio inglese († 1918)
- 1840 - Károly Hornig, cardinale e vescovo cattolico ungherese († 1917)
- 1843 - Joseph McKenna, politico statunitense († 1926)
- 1843 - W. Chrystie Miller, attore statunitense († 1922)
- 1845 - Abaj Kunanbaev, poeta kazako († 1904)
- 1845 - Moritz Litten, medico tedesco († 1907)
- 1845 - Francesco Vinea, pittore italiano († 1902)
- 1847 - Agostino Oglialoro Todaro, chimico italiano († 1923)
- 1848 - William Michael Harnett, pittore irlandese († 1892)
- 1849 - Nicolò Gallo, politico italiano († 1907)
- 1849 - Dmitrij Andreevič Lizogub, rivoluzionario russo († 1879)
- 1851 - John Armoy Knox, scrittore e giornalista irlandese († 1906)
- 1851 - Mysterious Dave Mather, pistolero statunitense
- 1855 - Carlo Bonatto Minella, pittore italiano († 1878)
- 1855 - Hans Jacob Hansen, zoologo danese († 1936)
- 1856 - William Willett, imprenditore britannico († 1915)
- 1857 - Vincenzo Crescini, filologo italiano († 1932)
- 1857 - Marguerite Syamour, scultrice francese († 1945)
- 1858 - Anna J. Cooper, scrittrice, docente e sociologa statunitense († 1964)
- 1858 - Friedrich von Ilberg, militare tedesco († 1916)
- 1858 - Georgi Todorov, generale bulgaro († 1934)
- 1859 - Georg Pick, matematico austriaco († 1942)
- 1860 - Pieter Helbert Damsté, latinista e poeta olandese († 1943)
- 1860 - Karl Moser, architetto svizzero († 1936)
- 1860 - Sergej Dmitrievič Sazonov, diplomatico e politico russo († 1927)
- 1860 - Francesco Paolo Sgobbo, medico e politico italiano
- 1860 - Wawrzyniec Teisseyre, geologo polacco († 1939)
- 1861 - Herbert J. Davenport, economista statunitense († 1931)
- 1861 - Almroth Wright, batteriologo e immunologo britannico († 1947)
- 1862 - Saliha Sultan, principessa ottomana († 1941)
- 1862 - Fermo Zannoni, scacchista e medico italiano († 1896)
- 1863 - Friedrich Schwally, islamista tedesco († 1919)
- 1864 - Edoardo Giretti, economista e politico italiano († 1940)
- 1865 - Aleksandr Konstantinovič Glazunov, compositore e direttore d'orchestra russo († 1936)
- 1865 - Giuseppe Schirò, poeta, linguista e pubblicista italiano († 1927)
- 1866 - Guglielmo Aurini, scrittore e critico d'arte italiano († 1926)
- 1867 - Gino Galeotti, medico e patologo italiano († 1921)
- 1867 - Arturo Pinna Pintor, medico italiano († 1951)
- 1868 - Hugo Eckener, dirigibilista e imprenditore tedesco († 1954)
- 1868 - Adolfo Faggi, filosofo e psicologo italiano († 1953)
- 1868 - Luigi Ferri, vescovo cattolico italiano († 1952)
- 1868 - Theodore Marston, regista e sceneggiatore statunitense († 1920)
- 1869 - Laurence Binyon, poeta, drammaturgo e critico d'arte inglese († 1943)
- 1869 - Alejandro García Fontcuberta, vescovo cattolico e missionario spagnolo († 1933)
- 1869 - Elisabetta di Meclemburgo-Schwerin, nobile tedesca († 1955)
- 1869 - Gilson Willets, sceneggiatore, giornalista e scrittore statunitense († 1922)
- 1870 - Arsen Ghazikian, filologo, monaco cristiano e traduttore armeno († 1932)
- 1870 - Ugo Rellini, etnologo e paleontologo italiano († 1943)
- 1870 - Lars Sonck, architetto finlandese († 1956)
- 1870 - Hans Zenker, ammiraglio tedesco († 1932)
- 1871 - Oskar Fried, direttore d'orchestra e compositore tedesco († 1941)
- 1871 - Aino Sibelius, finlandese († 1969)
- 1872 - Engelberto Maria d'Arenberg, nobile e imprenditore belga († 1949)
- 1872 - Pietro Raveggi, archeologo e pubblicista italiano († 1951)
- 1872 - Arnaldo Segarizzi, bibliotecario e storico italiano († 1924)
- 1873 - Federico Frigerio, architetto italiano († 1959)
- 1873 - Conrad Magnusson, tiratore di fune statunitense († 1924)
- 1874 - Herbert Hoover, politico statunitense († 1964)
- 1874 - Ettore Porro, prefetto e politico italiano († 1947)
- 1874 - Otto Steffen, ginnasta e multiplista statunitense († 1957)
- 1874 - Georges Trombert, schermidore francese († 1949)
- 1874 - Ernest C. Warde, regista e attore inglese († 1923)
- 1875 - Michel Filippi, schermidore francese († 1951)
- 1877 - Rudolf Hilferding, economista, politico e medico tedesco († 1941)
- 1877 - Frank Marshall, scacchista statunitense († 1944)
- 1878 - Alfred Döblin, scrittore, drammaturgo e psichiatra tedesco († 1957)
- 1878 - Alfredo Palacios, politico argentino († 1965)
- 1879 - Bertram Bracken, regista, sceneggiatore e attore statunitense († 1952)
- 1879 - Decio Cinti, traduttore, lessicografo e storico italiano († 1954)
- 1879 - Gaetano Pietra, statistico e politico italiano († 1961)
- 1879 - Ernest Wild, navigatore e esploratore britannico († 1918)
- 1880 - Italo Griselli, scultore italiano († 1958)
- 1880 - Ragnar Olson, cavaliere svedese († 1955)
- 1880 - Leon Rupnik, generale jugoslavo († 1946)
- 1881 - Lucien Tainguy, direttore della fotografia francese († 1971)
- 1882 - Wouter Brouwer, schermidore olandese († 1961)
- 1882 - George E. Middleton, produttore cinematografico e regista statunitense († 1969)
- 1882 - Domenico Varagnolo, poeta e drammaturgo italiano († 1949)
- 1882 - George Varnell, ostacolista statunitense († 1967)
- 1883 - Fernando Cento, cardinale e arcivescovo cattolico italiano († 1973)
- 1883 - Virgilio Lizzi, compositore italiano († 1978)
- 1884 - Giovanni Bertone, imprenditore e carrozziere italiano († 1972)
- 1884 - Suse Byk, fotografa tedesca († 1943)
- 1884 - Jacques Bürgin, calciatore svizzero († 1917)
- 1884 - Robert G. Fowler, aviatore statunitense († 1966)
- 1884 - Hugh Herbert, attore statunitense († 1952)
- 1884 - Panait Istrati, scrittore romeno († 1935)
- 1884 - Natal'ja Lisenko, attrice russa († 1969)
- 1885 - George Hilsdon, calciatore britannico († 1941)
- 1885 - Frank Ludlow, ufficiale e naturalista britannico († 1972)
- 1886 - George Coedès, storico e archeologo francese († 1969)
- 1887 - Harry Johnson, pugile britannico († 1947)
- 1887 - Edward Leedskalnin, scultore statunitense († 1951)
- 1887 - Ines Viviani Donarelli, violinista e conduttrice radiofonica italiana († 1966)
- 1887 - Sam Warner, produttore cinematografico statunitense († 1927)
- 1888 - Cristoforo di Grecia, principe greco († 1940)
- 1888 - Arvid Fagrell, calciatore svedese († 1932)
- 1888 - Gustaf Wretman, nuotatore svedese († 1949)
- 1889 - Cecil Armstrong Gibbs, compositore inglese († 1960)
- 1889 - Zofia Kossak Szczucka, scrittrice e attivista polacca († 1968)
- 1889 - Claude Rains, attore e docente britannico († 1967)
- 1889 - Norman Scott, ammiraglio statunitense († 1942)
- 1889 - Irene Steer, nuotatrice britannica († 1977)
- 1890 - Angus Lewis Macdonald, politico e giurista canadese († 1954)
- 1890 - Agostino Pennisi Statella, politico e numismatico italiano († 1963)
- 1890 - Bishara al-Khuri, politico libanese († 1964)
- 1891 - Hartmuth Baldamus, militare e aviatore tedesco († 1917)
- 1891 - George Fisher, attore statunitense († 1960)
- 1891 - Henry O'Neill, attore statunitense († 1961)
- 1892 - Federico Bevilacqua, avvocato e dirigente sportivo italiano († 1948)
- 1892 - Émile Hanse, calciatore belga († 1981)
- 1893 - Carlo Costigliolo, ginnasta italiano († 1968)
- 1893 - Woldemar Hägglund, generale finlandese († 1963)
- 1893 - Eugenio II di Ligne, principe belga († 1960)
- 1893 - William Morrison, I visconte Dunrossil, ufficiale e politico britannico († 1961)
- 1893 - Mick O'Brien, allenatore di calcio e calciatore irlandese († 1940)
- 1893 - Friedrich von Schellwitz, generale tedesco († 1978)
- 1894 - Amerigo Contini, aviatore, militare e pittore italiano († 1957)
- 1894 - Alan Crosland, regista statunitense († 1936)
- 1894 - Manuel Fal Conde, avvocato e politico spagnolo († 1975)
- 1894 - Edith Johnson, attrice statunitense († 1969)
- 1894 - Augusto Mastrantoni, attore italiano († 1975)
- 1894 - Michail Michajlovič Zoščenko, scrittore russo († 1958)
- 1895 - Eugenio Mosso, calciatore argentino († 1961)
- 1895 - Marcel Vertes, pittore, scenografo e costumista francese († 1961)
- 1896 - Milena Jesenská, giornalista, scrittrice e traduttrice ceca († 1944)
- 1896 - Konnie Johannesson, hockeista su ghiaccio canadese († 1968)
- 1896 - Walter Lang, regista e sceneggiatore statunitense († 1972)
- 1896 - Kenneth Myers, canottiere statunitense († 1974)
- 1897 - Erich Boehringer, archeologo e numismatico tedesco († 1971)
- 1897 - Edward Gourdin, lunghista statunitense († 1966)
- 1897 - Nicola di Oldenburg, politico tedesco († 1970)
- 1897 - Diego Pettinelli, pittore, decoratore e incisore italiano († 1989)
- 1897 - Biagio Augusto Zaffiri, militare italiano († 1968)
- 1898 - Leyla Açba, principessa e scrittrice abcasa († 1931)
- 1898 - Tavrion Batozskij, monaco cristiano, presbitero e religioso russo († 1978)
- 1898 - Tadeusz Dołęga-Mostowicz, scrittore e giornalista polacco († 1939)
- 1898 - Aurel Guga, calciatore serbo († 1936)
- 1898 - Jack Haley, attore statunitense († 1979)
- 1898 - Vincenzo Zerboglio, militare italiano († 1918)
- 1899 - Silvio Branzi, giornalista, critico d'arte e scrittore italiano († 1976)
- 1900 - Rogi André, fotografa ungherese († 1970)
- 1900 - René Crevel, poeta francese († 1935)
- 1900 - Henri Ey, psichiatra e psicoanalista francese († 1977)
- 1900 - Nicolaas Moerloos, ginnasta belga († 1944)
- 1900 - Arthur Porritt, politico, militare e chirurgo neozelandese († 1994)
- 1900 - Nino Ravasini, compositore italiano († 1980)
- 1900 - Charles Herbert Shaw, scrittore, giornalista e sceneggiatore australiano († 1955)
- 1900 - Wang Li, linguista, docente e traduttore cinese († 1986)

## XX secolo(874)
- 1901 - Nikolaj Chmelëv, attore sovietico († 1945)
- 1901 - Slavin Cindrić, calciatore jugoslavo († 1942)
- 1901 - Hugo Gunckel Lüer, naturalista e botanico cileno († 1997)
- 1901 - Franco Rasetti, fisico, paleontologo e botanico italiano († 2001)
- 1902 - Assunta d'Asburgo-Lorena, nobile († 1993)
- 1902 - Memè Busietta, pallanuotista maltese († 1983)
- 1902 - Norma Shearer, attrice canadese († 1983)
- 1902 - Curt Siodmak, scrittore, regista e sceneggiatore statunitense († 2000)
- 1902 - Arne Tiselius, biochimico svedese († 1971)
- 1902 - Aleksandr Fëdorovič Volčkov, giurista e militare sovietico († 1978)
- 1903 - Malcolm Brown, scenografo statunitense († 1967)
- 1903 - Eleanor Lambert, statunitense († 2003)
- 1903 - Ward Moore, scrittore di fantascienza statunitense († 1978)
- 1903 - Judson Philips, scrittore statunitense († 1989)
- 1903 - Mariano Tansini, calciatore, allenatore di calcio e dirigente sportivo italiano († 1968)
- 1904 - Frankie Carbo, mafioso statunitense († 1976)
- 1904 - Dorothy B. Hughes, scrittrice e critica letteraria statunitense († 1993)
- 1904 - Walter Marienfeld, militare e aviatore tedesco († 1944)
- 1904 - Bruno Velani, ingegnere e dirigente d'azienda italiano († 1987)
- 1904 - Clemente Yerovi, politico ecuadoriano († 1981)
- 1905 - Evandro Chagas, radiologo e cardiologo brasiliano († 1940)
- 1905 - Karel Hejma, calciatore cecoslovacco († 1980)
- 1905 - Richard Kahn, economista britannico († 1989)
- 1905 - Angelo Pedrazzini, calciatore italiano
- 1905 - Arnolds Tauriņš, calciatore lettone († 1984)
- 1906 - Rosina Galli, attrice e doppiatrice italiana († 1969)
- 1906 - José Jaspe, attore spagnolo († 1974)
- 1906 - Valdo Vinay, teologo, pastore protestante e predicatore italiano († 1990)
- 1907 - Wesley Barry, attore, regista e produttore cinematografico statunitense († 1994)
- 1907 - Antonio Centa, attore italiano († 1979)
- 1907 - Alvin Karpis, criminale canadese († 1979)
- 1907 - Beniamino Maggio, attore italiano († 1990)
- 1907 - Frank Saker, canoista canadese († 1980)
- 1907 - Su Yu, generale cinese († 1984)
- 1908 - Gheorghe Ciolac, calciatore rumeno († 1965)
- 1908 - Alexander D'Arcy, attore egiziano († 1996)
- 1908 - Luigi Giunta, calciatore italiano († 1952)
- 1908 - Billy Gonsalves, calciatore statunitense († 1977)
- 1908 - Lauri Lehtinen, mezzofondista finlandese († 1973)
- 1908 - Ion Milu, militare e aviatore rumeno († 1982)
- 1908 - Bruno Panonzini, calciatore italiano († 1987)
- 1909 - Brian Easdale, compositore britannico († 1995)
- 1909 - Leo Fender, liutaio e imprenditore statunitense († 1991)
- 1909 - Muhammad V del Marocco, sultano marocchino († 1961)
- 1909 - Claude Thornhill, pianista, arrangiatore e direttore d'orchestra statunitense († 1965)
- 1910 - Ed Barge, animatore statunitense († 1991)
- 1910 - Antonio Belviso, direttore della fotografia italiano († 1999)
- 1910 - Aldo Buzzi, scrittore, sceneggiatore e regista italiano († 2009)
- 1910 - Oscar Di Prata, pittore italiano († 2006)
- 1910 - Silvio Gigli, giornalista, conduttore radiofonico e regista italiano († 1988)
- 1910 - Gordon Joseph Gray, cardinale e arcivescovo cattolico scozzese († 1993)
- 1910 - Guy Mairesse, pilota automobilistico francese († 1954)
- 1910 - Pierre Vago, architetto francese († 2002)
- 1911 - Bernie Masterson, giocatore di football americano statunitense († 1963)
- 1911 - Ernst Stengelin, militare tedesco († 1943)
- 1911 - Alberto Tiberti, calciatore italiano († 1977)
- 1912 - Jorge Amado, scrittore brasiliano († 2001)
- 1912 - Georges Delporte, pallanuotista francese († 1994)
- 1912 - Oreste Gelmini, politico italiano († 2005)
- 1912 - Romain Maes, ciclista su strada belga († 1983)
- 1912 - Richard Reeves, attore statunitense († 1967)
- 1913 - Carlo Azzimonti, calciatore italiano († 1988)
- 1913 - Noah Beery, attore statunitense († 1994)
- 1913 - Dionigi Burranca, musicista italiano († 1995)
- 1913 - Charlotte Delbo, poetessa e drammaturga francese († 1985)
- 1913 - Gino Gori, calciatore italiano
- 1913 - Kalevi Kotkas, altista e discobolo finlandese († 1983)
- 1913 - Wolfgang Paul, fisico tedesco († 1993)
- 1913 - Edward Rimkus, bobbista statunitense († 1999)
- 1913 - Gerard Wodarz, calciatore e allenatore di calcio polacco († 1982)
- 1914 - Ken Annakin, regista, sceneggiatore e produttore cinematografico britannico († 2009)
- 1914 - Carmelo Borg Pisani, militare maltese († 1942)
- 1914 - Jeff Corey, attore e insegnante statunitense († 2002)
- 1914 - Witold Małcużyński, pianista polacco († 1977)
- 1915 - Luigi Caburri, calciatore italiano († 1982)
- 1915 - Alessandro Canestrari, politico e partigiano italiano († 2006)
- 1915 - Olive McKean, nuotatrice statunitense († 2006)
- 1915 - Carlos Menditeguy, pilota automobilistico argentino († 1973)
- 1915 - Ettore Pancini, fisico e partigiano italiano († 1981)
- 1915 - Ralph Thomas, regista cinematografico inglese († 2001)
- 1916 - John Bryant, attore statunitense († 1989)
- 1916 - Fricis Kaņeps, calciatore lettone († 1981)
- 1917 - Jackie Robinson, calciatore inglese († 1972)
- 1918 - Martin Benson, attore britannico († 2010)
- 1918 - Vinicio Congiu, avvocato, giornalista e imprenditore italiano († 1999)
- 1918 - Nikolaj Karakulov, velocista sovietico († 1988)
- 1919 - Emerich Coreth, presbitero, teologo e filosofo austriaco († 2006)
- 1919 - Bob Doll, cestista statunitense († 1959)
- 1919 - Sacha Vierny, direttore della fotografia francese († 2001)
- 1920 - Forman S. Acton, informatico statunitense († 2014)
- 1920 - Gastone Canessa, pittore italiano († 1975)
- 1920 - Red Holzman, cestista, allenatore di pallacanestro e dirigente sportivo statunitense († 1998)
- 1920 - Aharon Megged, scrittore e drammaturgo israeliano († 2016)
- 1920 - Orfeo Pianelli, imprenditore e dirigente sportivo italiano († 2005)
- 1920 - Dermot Sheriff, cestista irlandese († 1993)
- 1920 - Glauco Vanz, calciatore italiano († 1986)
- 1921 - John Archer, velocista britannico († 1997)
- 1921 - Evasio Ferretti, aviatore e ufficiale italiano († 2003)
- 1921 - Ion Negoițescu, scrittore, poeta e saggista romeno († 1993)
- 1921 - Yuki Shimoda, attore statunitense († 1981)
- 1922 - Paul Gégauff, sceneggiatore, scrittore e attore francese († 1983)
- 1922 - Mary Alice McWhinnie, biologa e docente statunitense († 1980)
- 1922 - Vladimír Mináč, scrittore, saggista e sceneggiatore slovacco († 1996)
- 1922 - Milorad Sokolović, cestista, allenatore di pallacanestro e giornalista jugoslavo († 1999)
- 1923 - Josef Fabian, allenatore di calcio e calciatore rumeno († 2008)
- 1923 - Rhonda Fleming, attrice e cantante statunitense († 2020)
- 1923 - Sergio Frosali, critico cinematografico, giornalista e saggista italiano († 2011)
- 1923 - Jean Graton, fumettista francese († 2021)
- 1923 - Amir Kumar, hockeista su prato indiano († 1980)
- 1924 - Martha Hyer, attrice statunitense († 2014)
- 1924 - Jean-François Lyotard, filosofo francese († 1998)
- 1924 - Saul Mariaschin, cestista statunitense († 1990)
- 1924 - Peter Wolff-Metternich zur Gracht, teologo e imprenditore tedesco († 2013)
- 1925 - Stanislav Brebera, chimico cecoslovacco († 2012)
- 1925 - Alì Nannipieri, politico italiano († 2007)
- 1925 - Franco Nonnis, pittore e scenografo italiano († 1991)
- 1925 - Silvano Sarti, partigiano e sindacalista italiano († 2019)
- 1925 - Isabella Verney, modella italiana († 2023)
- 1926 - Marie-Claire Alain, organista, clavicembalista e compositrice francese († 2013)
- 1926 - Mario Alinei, linguista italiano († 2018)
- 1926 - Edwin Carr, compositore neozelandese († 2003)
- 1926 - Guillermo Galíndez, cestista portoricano († 2014)
- 1926 - Aleksandr Dmitrievič Kuročkin, regista sovietico († 2002)
- 1926 - Gustavo Selva, giornalista e politico italiano († 2015)
- 1926 - Beryl Shipley, allenatore di pallacanestro statunitense († 2011)
- 1927 - Vittorio Gregotti, architetto, urbanista e teorico dell'architettura italiano († 2020)
- 1927 - Jean Guichet, pilota automobilistico francese
- 1927 - Gene Melchiorre, cestista statunitense († 2019)
- 1927 - Syed Mumtaz Ali, avvocato indiano († 2009)
- 1927 - Teodoro Saponaro, politico italiano († 2022)
- 1927 - Klaus von See, storico tedesco († 2013)
- 1928 - Eddie Fisher, cantante e attore statunitense († 2010)
- 1928 - Gerino Gerini, pilota automobilistico italiano († 2013)
- 1928 - Gus Mercurio, pugile e attore statunitense († 2010)
- 1928 - Věra Růžičková, ginnasta cecoslovacca († 2018)
- 1929 - John Alldis, direttore di coro e direttore d'orchestra inglese († 2010)
- 1929 - Gennadij Bucharin, canoista sovietico († 2020)
- 1929 - Furio Cavallini, pittore italiano († 2012)
- 1929 - Tibor Czinkán, cestista ungherese († 2013)
- 1929 - Daisy Lúcidi, attrice, conduttrice radiofonica e politica brasiliana († 2020)
- 1929 - Vincent McEveety, regista e produttore televisivo statunitense († 2018)
- 1929 - Oleg Striženov, attore sovietico († 2025)
- 1929 - Giuseppe Tamburrano, storico, giornalista e politico italiano († 2017)
- 1929 - Joseph Ujlaki, calciatore ungherese († 2006)
- 1930 - Luigi De Filippo, attore, commediografo e regista italiano († 2018)
- 1930 - Giuseppe Filippo, poliziotto italiano († 1980)
- 1930 - Fakir Musafar, artista, fotografo e piercer statunitense († 2018)
- 1930 - Jorma Panula, compositore e direttore d'orchestra finlandese
- 1930 - Derek Sullivan, calciatore gallese († 1983)
- 1930 - Barry Unsworth, scrittore inglese († 2012)
- 1931 - Giuliano Cenci, regista italiano († 2018)
- 1931 - Alberto Clementoni, calciatore italiano († 2016)
- 1931 - Vera Colombo, ballerina italiana († 1999)
- 1931 - Salvatore De Rosa, allenatore di calcio italiano († 2014)
- 1931 - Thomas Laughlin, attore, sceneggiatore e politico statunitense († 2013)
- 1931 - Antonino Riccardo Luciani, musicista, direttore d'orchestra e compositore italiano († 2020)
- 1931 - Riccardo Malpica, prefetto e poliziotto italiano
- 1931 - Pepi Merisio, fotografo e fotoreporter italiano († 2021)
- 1931 - Doug Millward, allenatore di calcio e calciatore inglese († 2000)
- 1931 - Gastone Parigi, politico italiano († 2010)
- 1931 - Renate Holm, soprano tedesco († 2022)
- 1931 - Antonio Talamo, giornalista e scrittore italiano
- 1932 - Gino Baratta, critico d'arte e critico letterario italiano († 1984)
- 1932 - Vincenzo Falsetti, paroliere, scrittore e poeta italiano († 2019)
- 1932 - Alexander Goehr, compositore britannico († 2024)
- 1932 - Ria van der Horst, ex nuotatrice olandese
- 1932 - Murray Melvin, attore britannico († 2023)
- 1932 - Gaudencio Rosales, cardinale e arcivescovo cattolico filippino
- 1933 - Abdulhamid al-Bakkusch, politico libico († 2007)
- 1933 - Charles Albright, criminale statunitense († 2020)
- 1933 - Erica Batchelor, ex pattinatrice artistica su ghiaccio britannica
- 1933 - Doyle Brunson, giocatore di poker statunitense († 2023)
- 1933 - Keith Duckworth, ingegnere meccanico britannico († 2005)
- 1933 - Bill Nieder, pesista statunitense († 2022)
- 1933 - Enzo Perin, ex combinatista nordico e saltatore con gli sci italiano
- 1933 - Anna Maria Sandri, attrice italiana
- 1933 - Denise Schmandt-Besserat, archeologa francese
- 1934 - Rosanna Bonelli, fantina italiana
- 1934 - Tevfik Kış, lottatore turco († 2019)
- 1934 - József Szerencsés, schermidore ungherese († 1971)
- 1934 - James Tenney, compositore e teorico della musica statunitense († 2006)
- 1934 - Valerij Urin, calciatore sovietico († 2023)
- 1935 - Mike Brown, dirigente sportivo statunitense
- 1935 - Giya Kancheli, compositore georgiano († 2019)
- 1935 - István Liptai, cestista ungherese († 2022)
- 1935 - Adrianus Herman van Luyn, vescovo cattolico olandese
- 1936 - Lydia Mancinelli, attrice italiana
- 1936 - Guy Graham Musser, zoologo statunitense († 2019)
- 1936 - Gennaro Tampone, ingegnere e architetto italiano († 2018)
- 1937 - Andrij Biba, allenatore di calcio e ex calciatore sovietico
- 1937 - Vjačeslav Chrynin, cestista sovietico († 2021)
- 1937 - Ernesto Mazzoni, politico italiano († 2023)
- 1937 - Maurizio Noci, politico italiano († 2019)
- 1937 - Anatolij Aleksandrovič Sobčak, docente e politico russo († 2000)
- 1937 - Dieter Stinka, ex calciatore tedesco
- 1937 - Cesare Volpato, ex cestista italiano
- 1937 - Lucinda Williams, ex velocista statunitense
- 1938 - Suthi Manyakass, ex velocista thailandese
- 1938 - Tony Ross, illustratore e scrittore inglese
- 1939 - Enrico Cecchi, ex calciatore italiano
- 1939 - Sigisfredo Mair, slittinista italiano († 1977)
- 1939 - Kate O'Mara, attrice britannica († 2014)
- 1939 - Gianni Pilo, traduttore, curatore editoriale e scrittore italiano
- 1939 - Charlie Rose, politico statunitense († 2012)
- 1939 - Rudolf Weiersmüller, diplomatico e ambasciatore svizzero († 2004)
- 1940 - Peter Atkins, chimico, saggista e divulgatore scientifico britannico
- 1940 - Luigi Cimnaghi, ginnasta e dirigente sportivo italiano († 2024)
- 1940 - Bobby Hatfield, cantante statunitense († 2003)
- 1940 - Milorad Janković, calciatore jugoslavo († 2020)
- 1940 - Robert La Tourneaux, attore e modello statunitense († 1986)
- 1940 - Les Humphries, musicista e cantante britannico († 2007)
- 1940 - Herbert Müller, pilota automobilistico svizzero († 1981)
- 1940 - José Nora, cestista spagnolo († 1993)
- 1940 - Gelsomina Vanna Marr, ballerina, cantante e attrice italiana
- 1940 - Jurij Vladimirovič Solov'ëv, danzatore sovietico († 1977)
- 1941 - Tommy Crutcher, giocatore di football americano statunitense († 2002)
- 1941 - Orvar Lindwall, ex schermidore svedese
- 1941 - Anita Lonsbrough, ex nuotatrice britannica
- 1942 - Agepê, cantante e compositore brasiliano († 1995)
- 1942 - John Bailey, direttore della fotografia e regista statunitense († 2023)
- 1942 - Betsey Johnson, stilista statunitense
- 1942 - Giovanni Lodetti, calciatore italiano († 2023)
- 1942 - Federico Prosperi, regista e produttore cinematografico italiano
- 1942 - Heide Schildknecht, ex tennista tedesca
- 1942 - Vadym Sosnychin, calciatore sovietico († 2003)
- 1942 - Toninho Guerreiro, calciatore brasiliano († 1990)
- 1943 - Irene Bignardi, giornalista e critica cinematografica italiana
- 1943 - Louis E. Brus, chimico statunitense
- 1943 - Bila Copellini, batterista italiano
- 1943 - Gianni Davoli, cantautore, musicista e arrangiatore italiano
- 1943 - Michael Mantler, trombettista, compositore e produttore discografico austriaco
- 1943 - Frances Northcutt, informatica e avvocata statunitense
- 1943 - Fani Palli-Petralia, politica greca
- 1943 - Elio Polimeno, attore italiano († 1998)
- 1943 - Ronnie Spector, cantante statunitense († 2022)
- 1943 - Georgi Stankov, ex pugile bulgaro
- 1943 - John Zerzan, anarchico, filosofo e storico statunitense
- 1944 - Marco Bonetti, attore e doppiatore italiano
- 1944 - Jim Crockett, imprenditore e dirigente sportivo statunitense († 2021)
- 1944 - Björn Ferm, ex pentatleta svedese
- 1944 - Battista Festa, ex calciatore italiano
- 1944 - Luigi Grechi, cantautore e chitarrista italiano
- 1944 - Ivana Kuchařová, ex cestista e allenatrice di pallacanestro cecoslovacca
- 1944 - Abdul Latif Rashid, politico iracheno
- 1944 - Nijole Valadkeviciute, regista, grafica e pittrice lituana († 2020)
- 1944 - Jean Wilson, ex cestista australiana
- 1945 - Fahad Al-Ahmed Al-Jaber Al-Sabah, dirigente sportivo kuwaitiano († 1990)
- 1945 - Gary Blair, allenatore di pallacanestro statunitense
- 1945 - Nadio Delai, sociologo e dirigente d'azienda italiano
- 1945 - Ibrahim Krehić, allenatore di pallacanestro bosniaco
- 1945 - Giovanna Tatò, giornalista e scrittrice italiana
- 1945 - Ulisses Tavares da Silva Filho, ex arbitro di calcio brasiliano
- 1946 - Renaud Camus, scrittore francese
- 1946 - Jimmy Conway, calciatore irlandese († 2020)
- 1946 - Manuela Dal Lago, politica italiana
- 1946 - Daša Drndić, scrittrice croata († 2018)
- 1946 - Peter Karrie, attore e cantante gallese
- 1946 - Sergio Mariotti, scacchista italiano
- 1946 - James Reynolds, attore e produttore cinematografico statunitense
- 1946 - Francesco Tempestini, politico e giornalista italiano
- 1946 - Luciana Turina, cantante, attrice e personaggio televisivo italiana
- 1946 - Celestino Vercelli, ciclista su strada e dirigente sportivo italiano († 2020)
- 1946 - Emine Sevgi Özdamar, scrittrice, regista e attrice tedesca
- 1947 - Ian Anderson, polistrumentista, compositore e cantautore britannico
- 1947 - Drupi, cantautore italiano
- 1947 - Wayne A. Finkelman, costumista statunitense († 1994)
- 1947 - Mariapia Garavaglia, politica italiana
- 1947 - Anwar Ibrahim, politico malese
- 1947 - Luis Mayoral, ex calciatore spagnolo
- 1947 - Rizah Mešković, ex calciatore jugoslavo
- 1947 - Laurent Pokou, calciatore ivoriano († 2016)
- 1947 - John Spencer, rugbista a 15, dirigente sportivo e avvocato britannico
- 1947 - Marco d'Eramo, giornalista e scrittore italiano
- 1948 - Marco D'Alberti, giurista italiano
- 1948 - Pál Gerevich, ex schermidore ungherese
- 1948 - Gianpasquale Santomassimo, storico italiano
- 1948 - Nick Stringer, attore britannico
- 1948 - Willy Teirlinck, ex ciclista su strada belga
- 1949 - Urs App, storico svizzero
- 1949 - Ellen Hart, scrittrice statunitense
- 1949 - John Haglelgam, politico micronesiano († 2024)
- 1949 - Carlos Palomino, ex pugile e attore messicano
- 1949 - Ralph Simpson, ex cestista statunitense
- 1950 - Patti Austin, cantante statunitense
- 1950 - Don Buse, ex cestista e allenatore di pallacanestro statunitense
- 1950 - Theo Custers, ex calciatore belga
- 1950 - Margherita De Cal, ex judoka italiana
- 1950 - Claudio Debertolis, generale e aviatore italiano
- 1950 - Wiltrud Drexel, ex sciatrice alpina austriaca
- 1950 - Tetsuo Gotō, attore e doppiatore giapponese († 2018)
- 1950 - Vincent Stagnara, avvocato francese († 2010)
- 1950 - Pertti Ukkola, ex lottatore finlandese
- 1951 - Cesare Cattaneo, allenatore di calcio e ex calciatore italiano
- 1951 - Michael Charles Evans, vescovo cattolico britannico († 2011)
- 1951 - Mario Galindo, ex calciatore cileno
- 1951 - Chao Oniam, ex calciatore thailandese
- 1951 - Francesco Piro, politico italiano
- 1951 - Vilayanur S. Ramachandran, neuroscienziato indiano
- 1951 - Patrizio Rota Scalabrini, presbitero, teologo e biblista italiano
- 1951 - Salvador Salguero, ex calciatore peruviano
- 1951 - Juan Manuel Santos, politico, giornalista e economista colombiano
- 1952 - Roberto Bailey, calciatore honduregno († 2019)
- 1952 - Lorenzo D'Ambrosio, scenografo italiano († 2012)
- 1952 - Daniel Hugh Kelly, attore statunitense
- 1952 - Tadeusz Piguła, ex schermidore polacco
- 1952 - Giulio Tedeschi, produttore discografico italiano
- 1952 - Diane Venora, attrice statunitense
- 1953 - Mark Doty, poeta statunitense
- 1953 - Michel Laurent, ex ciclista su strada francese
- 1953 - Wolfgang Müller, attore e doppiatore tedesco
- 1953 - Jane Stratton, ex tennista statunitense
- 1954 - Luigi Bizzarri, autore televisivo italiano
- 1954 - Kim Pyong-il, politico e diplomatico nordcoreano
- 1954 - Rick Overton, attore statunitense
- 1955 - Özalp Babaoğlu, informatico turco
- 1955 - Eddie Campbell, fumettista e disegnatore scozzese
- 1955 - Dīmītrios Koutsoumpas, politico greco
- 1955 - Domenico Manzione, magistrato e politico italiano
- 1955 - Gustavo Moscoso, ex calciatore cileno
- 1955 - Manfred Scheuer, vescovo cattolico austriaco
- 1956 - Dianne Balestrat, ex tennista australiana
- 1956 - Jami Bernard, critica cinematografica, scrittrice e personaggio televisivo statunitense
- 1956 - Detlef Garbe, storico tedesco
- 1956 - Antoine Hérouard, arcivescovo cattolico francese
- 1956 - Paolo Leopizzi, ex giocatore di football americano, allenatore di football americano e giornalista italiano
- 1956 - Lito, ex calciatore portoghese
- 1956 - Max Hardcore, attore pornografico, produttore cinematografico e regista statunitense († 2023)
- 1956 - Peter Robbins, attore e doppiatore statunitense († 2022)
- 1956 - Thomas Nordgren, ex cestista svedese
- 1956 - Fred Ottman, ex wrestler statunitense
- 1956 - Selvister Ponnumuthan, vescovo cattolico indiano
- 1956 - Mario Schembri, calciatore maltese († 2008)
- 1956 - Sergej Suchoručenkov, ex ciclista su strada sovietico
- 1957 - Kim Andersen, dirigente sportivo danese
- 1957 - Jorge García Santos, calciatore spagnolo († 2020)
- 1957 - Imre Kiss, ex calciatore ungherese
- 1957 - Nicola Pecorini, direttore della fotografia italiano
- 1957 - Gaetano Porcino, politico italiano
- 1957 - Rosalind Scott, politica inglese
- 1957 - Giovanni Testolin, ex ciclista su strada italiano
- 1958 - Evgenija Bičugova, fondista russa
- 1958 - Larisa Carëva, ex nuotatrice sovietica
- 1958 - Michael Dokes, pugile statunitense († 2012)
- 1958 - Ekaterina Fesenko, ex ostacolista sovietica
- 1958 - Wolfgang Funkel, allenatore di calcio e ex calciatore tedesco
- 1958 - John Goldwyn, produttore cinematografico e produttore televisivo statunitense
- 1958 - Rami Hamdallah, politico e linguista palestinese
- 1958 - Domenico Mattia, cantante italiano († 2008)
- 1958 - Irineu Roman, arcivescovo cattolico brasiliano
- 1958 - Don Swayze, attore statunitense
- 1959 - Rosanna Arquette, attrice statunitense
- 1959 - Trevor Brown, disegnatore inglese
- 1959 - Luisa Castellani, cantante lirica italiana
- 1959 - Ciro De Vita, militare italiano († 2006)
- 1959 - Philippe Delrieu, ex schermidore francese
- 1959 - Matthias Gardell, storico e sociologo svedese
- 1959 - Graziano Milia, politico italiano
- 1959 - Gianluca Rinaldini, ex tennista e allenatore di tennis italiano
- 1959 - Orazio Sorbello, dirigente sportivo, allenatore di calcio e ex calciatore italiano
- 1960 - Dario Badinelli, ex triplista italiano
- 1960 - Carlos Clark, ex cestista statunitense
- 1960 - Marcel Dib, dirigente sportivo e ex calciatore francese
- 1960 - Antonio Banderas, attore, regista e produttore cinematografico spagnolo
- 1960 - Damian Elwes, pittore britannico
- 1960 - Sunao Katabuchi, regista e sceneggiatore giapponese
- 1960 - Andy Levin, politico statunitense
- 1960 - Annely Ojastu, ex atleta paralimpica estone
- 1960 - David Reece, cantante statunitense
- 1960 - Mark Stewart, cantante britannico († 2023)
- 1960 - Fabrizio Vannucci, ex ciclista su strada italiano
- 1961 - Diego Cash, ex rugbista a 15, allenatore di rugby a 15 e dirigente sportivo argentino
- 1961 - Tomás Farfán, calciatore peruviano († 1987)
- 1961 - Juan Carlos Herrero Duo, allenatore di calcio e ex calciatore spagnolo
- 1961 - Frode Holstad Hansen, allenatore di calcio e ex calciatore norvegese
- 1961 - Ian Hunter, ex calciatore australiano
- 1961 - Chris Marustik, calciatore gallese († 2015)
- 1961 - Billy Ray Smith, ex giocatore di football americano statunitense
- 1962 - Gianpiero Bocci, politico italiano
- 1962 - Thomas Brunner, allenatore di calcio e ex calciatore tedesco
- 1962 - Fabio Camilli, attore italiano
- 1962 - Suzanne Collins, scrittrice e sceneggiatrice statunitense
- 1962 - Julia Fordham, cantautrice britannica
- 1962 - Jari Helle, allenatore di hockey su ghiaccio e hockeista su ghiaccio finlandese († 2017)
- 1962 - Zachary Hietala, chitarrista finlandese
- 1962 - Toshio Kakei, attore giapponese
- 1962 - Tatjana Mlečenkova, ex cestista bulgara
- 1962 - Alan Muraoka, attore e regista statunitense
- 1962 - Michelangelo Rampulla, allenatore di calcio e ex calciatore italiano
- 1962 - Gregory Sun, ex bobbista trinidadiano
- 1962 - Hesham Yakan, ex calciatore egiziano
- 1963 - Dante Bertoneri, ex calciatore italiano
- 1963 - Phoolan Devi, politica indiana († 2001)
- 1963 - Henrik Fisker, imprenditore, progettista e manager danese
- 1963 - Moses Isegawa, scrittore ugandese
- 1963 - Anton Janssen, allenatore di calcio e ex calciatore olandese
- 1963 - Karel Kula, ex calciatore ceco
- 1963 - Ivana Prettlová, ex cestista cecoslovacca
- 1963 - Andrew Sullivan, scrittore, giornalista e attivista inglese
- 1964 - Nicole Bass, culturista, attrice e wrestler statunitense († 2017)
- 1964 - Pedro Cobarrubia, ex cestista cubano
- 1964 - Aaron Hall, cantautore statunitense
- 1964 - Ryan Idol, ex attore pornografico e attore teatrale statunitense
- 1964 - Choe Son-hui, politica e diplomatica nordcoreana
- 1964 - Georgi Staykov, attore bulgaro
- 1964 - Savio Vega, ex wrestler portoricano
- 1964 - Claudio Vercelli, storico italiano
- 1965 - Namjilyn Bajarsajhan, ex pugile mongolo
- 1965 - Stéphane Chambon, pilota motociclistico francese
- 1965 - Rich Cho, dirigente sportivo statunitense
- 1965 - Claudia Christian, attrice statunitense
- 1965 - Lorella Cuccarini, conduttrice televisiva, ballerina e cantante italiana
- 1965 - Toumani Diabaté, musicista maliano († 2024)
- 1965 - Jackie Espinosa, ex cestista statunitense
- 1965 - Percy Lorenzo Galván Flores, arcivescovo cattolico boliviano
- 1965 - Kulvinder Ghir, attore, scrittore e cabarettista britannico
- 1965 - Li Hongbing, ex calciatore cinese
- 1965 - Monica Mosca, giornalista italiana
- 1965 - Igor' Gennad'evič Naumkin, scacchista russo († 2022)
- 1965 - Pat Spurgin, ex tiratrice a segno statunitense
- 1965 - John Starks, ex cestista e allenatore di pallacanestro statunitense
- 1965 - Eric Thal, attore statunitense
- 1966 - Alessandro Baggi, fumettista italiano
- 1966 - Ian Barker, ex velista britannico
- 1966 - Marina Berlusconi, imprenditrice e dirigente d'azienda italiana
- 1966 - Udo Bölts, dirigente sportivo e ex ciclista su strada tedesco
- 1966 - Paolo Capresi, giornalista e scrittore italiano
- 1966 - Giovanni Colella, allenatore di calcio e ex calciatore italiano
- 1966 - Catena Fiorello, scrittrice, autrice televisiva e conduttrice televisiva italiana
- 1966 - Hossam Hassan, allenatore di calcio e ex calciatore egiziano
- 1966 - Ibrahim Hassan, ex calciatore egiziano
- 1966 - Éric Hélary, pilota automobilistico francese
- 1966 - Hansi Kürsch, cantante, paroliere e bassista tedesco
- 1966 - Donald Lu, diplomatico e ambasciatore statunitense
- 1966 - Hernán Montenegro, ex cestista argentino
- 1966 - David Reynolds, sceneggiatore statunitense
- 1966 - André Sogliuzzo, attore, doppiatore e comico statunitense
- 1967 - Philippe Albert, ex calciatore belga
- 1967 - Sean Blakemore, attore statunitense
- 1967 - Riddick Bowe, ex pugile statunitense
- 1967 - Chris Collins, cantante e chitarrista statunitense
- 1967 - Raquel Devine, ex attrice pornografica statunitense
- 1967 - Wanderley Gomes Bernardino, ex calciatore brasiliano
- 1967 - Bonny Madsen, ex calciatrice danese
- 1967 - Sonia Peronaci, cuoca e conduttrice televisiva italiana
- 1967 - Alessandro Rossi, politico sammarinese
- 1967 - Jean-Guy Wallemme, allenatore di calcio e ex calciatore francese
- 1968 - Aljaksandr Andryeŭski, allenatore di hockey su ghiaccio e ex hockeista su ghiaccio bielorusso
- 1968 - Claudio Batta, comico italiano
- 1968 - Dali Benoit Yohoua, calciatore ivoriano († 2011)
- 1968 - Wolnei Caio, allenatore di calcio e ex calciatore brasiliano
- 1968 - Marco Cardinali, teologo, giornalista e scrittore italiano
- 1968 - Itzhak Cohen, ex cestista israeliano
- 1968 - Dejan Čurović, calciatore serbo († 2019)
- 1968 - Sékana Diaby, ex calciatore ivoriano
- 1968 - Astrid Geisler, ex sciatrice alpina austriaca
- 1968 - Tsuyoshi Kitazawa, ex calciatore e ex giocatore di calcio a 5 giapponese
- 1968 - Matt Kramer, cantante statunitense
- 1968 - Yorick Le Saux, direttore della fotografia francese
- 1968 - Spencer McKay, ex cestista e allenatore di pallacanestro canadese
- 1968 - Cristiano Militello, comico, cabarettista e personaggio televisivo italiano
- 1968 - Stefano Mordini, regista, sceneggiatore e produttore cinematografico italiano
- 1968 - Pedro Miguel Neves, ex cestista portoghese
- 1968 - Óscar Pareja, allenatore di calcio e ex calciatore colombiano
- 1968 - Lene Rantala, ex pallamanista danese
- 1968 - José Manuel Seda, attore spagnolo
- 1968 - Cate Shortland, regista e sceneggiatrice australiana
- 1968 - Fabián Vena, attore argentino
- 1968 - Luis Videgaray Caso, politico e economista messicano
- 1969 - Alessandro Finazzo, chitarrista, compositore e produttore discografico italiano
- 1969 - Stephen Frail, allenatore di calcio e ex calciatore scozzese
- 1969 - Aline Küppenheim, attrice cilena
- 1969 - Mariam Petrosyan, fumettista, pittrice e scrittrice armena
- 1969 - Misty Rain, ex attrice pornografica e regista statunitense
- 1970 - Christophe Blain, fumettista e illustratore francese
- 1970 - Steve Bryan, ex tennista statunitense
- 1970 - Francesco De Vito, attore italiano
- 1970 - Doug Flach, ex tennista statunitense
- 1970 - Emir Halimić, ex cestista bosniaco
- 1970 - John Hennigan, giocatore di poker statunitense
- 1970 - Iván Merlo, ex rugbista a 15, imprenditore e procuratore sportivo argentino
- 1970 - Carlos Moedas, ingegnere, economista e politico portoghese
- 1970 - Alessandro Rossi, regista italiano
- 1970 - Il'ja Samochin, giocatore di calcio a 5 russo († 2014)
- 1970 - Gino Torretta, ex giocatore di football americano statunitense
- 1971 - Fábio Assunção, attore brasiliano
- 1971 - Francesco Colonnese, allenatore di calcio e ex calciatore italiano
- 1971 - Luca Guadagnino, regista, sceneggiatore e produttore cinematografico italiano
- 1971 - Roy Keane, allenatore di calcio e ex calciatore irlandese
- 1971 - Mario Kindelán, ex pugile cubano
- 1971 - Tomoko Matsunaga, ex calciatrice giapponese
- 1971 - Vadims Mikuckis, ex calciatore lettone
- 1971 - Dwayne Morton, ex cestista statunitense
- 1971 - Craig Newsome, ex giocatore di football americano statunitense
- 1971 - Kevin Randleman, artista marziale misto statunitense († 2016)
- 1971 - Armando Siri, politico italiano
- 1971 - Justin Theroux, attore statunitense
- 1972 - Lawrence Dallaglio, ex rugbista a 15 e dirigente sportivo britannico
- 1972 - Angie Harmon, attrice e ex modella statunitense
- 1972 - Christofer Johnsson, cantante e musicista svedese
- 1972 - Miro Jurić, ex cestista e allenatore di pallacanestro croato
- 1972 - Igor' Kudelin, ex cestista e allenatore di pallacanestro russo
- 1972 - Mike McGlone, attore, cantautore e scrittore statunitense
- 1972 - Maisa Rojas, fisica, climatologa e politica cilena
- 1972 - Stefano Sacchetti, allenatore di calcio e ex calciatore italiano
- 1972 - Marcin Sobala, schermidore polacco
- 1972 - Emily Warfield, attrice statunitense
- 1972 - Zhuang Yong, ex nuotatrice cinese
- 1973 - Emin Ağayev, allenatore di calcio e ex calciatore azero
- 1973 - Ioan Ganea, allenatore di calcio e ex calciatore rumeno
- 1973 - Raman Haloŭčenka, politico e diplomatico bielorusso
- 1973 - Jennifer Hanson, cantautrice statunitense
- 1973 - Lisa Raymond, allenatrice di tennis e ex tennista statunitense
- 1973 - Daijirō Takakuwa, allenatore di calcio e ex calciatore giapponese
- 1973 - Javier Zanetti, dirigente sportivo e ex calciatore argentino
- 1973 - Marcus Ziegler, ex calciatore tedesco
- 1974 - Sarah Cosmi, attrice italiana
- 1974 - David Crouse, ex cestista statunitense
- 1974 - Walt Harris, ex giocatore di football americano statunitense
- 1974 - Julija Kuročkina, modella russa
- 1974 - Loco Dice, musicista e disc jockey tedesco
- 1974 - Luis Marín, ex calciatore costaricano
- 1974 - Emiliano Minnucci, politico italiano
- 1974 - Serguei Prado, ex calciatore cubano
- 1974 - David Sommeil, ex calciatore francese
- 1974 - Aleksandr Zubkov, ex bobbista e ex slittinista russo
- 1974 - Haifaa al-Mansour, regista saudita
- 1975 - Karsten Bailey, ex giocatore di football americano statunitense
- 1975 - Morten Berre, ex calciatore norvegese
- 1975 - Alexandre Bustillo e Julien Maury, regista, produttore cinematografico e produttore televisivo francese
- 1975 - Cristiana Cascioli, ex schermitrice e dirigente sportiva italiana
- 1975 - İlhan Mansız, ex calciatore, allenatore di calcio e pattinatore artistico su ghiaccio turco
- 1975 - Lamar King, ex giocatore di football americano statunitense
- 1975 - Lise Mackie, ex nuotatrice australiana
- 1975 - Vinicio Marchioni, attore italiano
- 1975 - Janez Marič, ex biatleta e fondista sloveno
- 1975 - Tessie Santiago, attrice statunitense
- 1975 - Rebecca Taylor, politica britannica
- 1975 - Lorenzo Vismara, ex pallanuotista e nuotatore italiano
- 1975 - Floyd Wedderburn, ex giocatore di football americano giamaicano
- 1976 - Joanna Bacalso, attrice filippina
- 1976 - Abdullah Bin Shehan, ex calciatore saudita
- 1976 - Antonio Calabro, allenatore di calcio e ex calciatore italiano
- 1976 - Giorgio Gorgone, allenatore di calcio e ex calciatore italiano
- 1976 - Sam Gyimah, politico britannico
- 1976 - Stacey Hayes, attrice britannica
- 1976 - J.R. Holden, ex cestista e dirigente sportivo statunitense
- 1976 - Roberto Holsen, ex calciatore peruviano
- 1976 - Jeon Hye-jin, attrice sudcoreana
- 1976 - Ruslans Mihaļčuks, ex calciatore lettone
- 1976 - Jorge Suarez, giocatore di calcio a 5 australiano
- 1976 - Amina Zaripova, ex ginnasta russa
- 1976 - Léonor de Récondo, scrittrice e violinista francese
- 1977 - Luciana Aymar, ex hockeista su prato argentina
- 1977 - Marcel-André Casasola Merkle, autore di giochi tedesco
- 1977 - Trenton Ducati, attore pornografico statunitense
- 1977 - Michele Gobbi, ex ciclista su strada italiano
- 1977 - Yōhei Kurakawa, ex calciatore giapponese
- 1977 - Li Shilong, scacchista cinese
- 1977 - Sergiu Radu, ex calciatore rumeno
- 1977 - Alexander Schädler, ex calciatore liechtensteinese
- 1977 - Michela Torrenti, ex judoka italiana
- 1978 - Danny Allsopp, ex calciatore australiano
- 1978 - Marcus Fizer, ex cestista statunitense
- 1978 - Alison Folland, attrice statunitense
- 1978 - Katja Jossi, ex sciatrice alpina svizzera
- 1978 - Savvas Kamperidīs, allenatore di pallacanestro e ex cestista greco
- 1978 - Sergio Penzo, schermidore cileno
- 1978 - Chad Petree, cantante, compositore e chitarrista statunitense
- 1978 - Bart Wellens, dirigente sportivo, ex ciclocrossista e ciclista su strada belga
- 1978 - Engin Öztonga, ex calciatore turco
- 1979 - Joanna García, attrice statunitense
- 1979 - Samuele Gobbi, atleta paralimpico italiano
- 1979 - Hwang Woo-seul-hye, attrice sudcoreana
- 1979 - DeWayne Jefferson, ex cestista statunitense
- 1979 - Kongo Kong, wrestler statunitense
- 1979 - Caroline Lalive, ex sciatrice alpina statunitense
- 1979 - Brandon Lyon, ex giocatore di baseball statunitense
- 1979 - Apichet Puttan, calciatore thailandese
- 1979 - Maynor Suazo, ex calciatore honduregno
- 1979 - Skelley Adu Tutu, ex calciatore ghanese
- 1980 - Pedro Ascoy, ex calciatore peruviano
- 1980 - Wade Barrett, ex wrestler britannico
- 1980 - Alexandre Boucaut, arbitro di calcio belga
- 1980 - Éliphène Cadet, calciatore haitiano
- 1980 - Aldo Caputo, tenore italiano
- 1980 - Josh Davis, ex cestista statunitense
- 1980 - Mauro De Filippis, tiratore a volo italiano
- 1980 - Tristan Gale, ex skeletonista statunitense
- 1980 - Mikel Labaka, allenatore di calcio e ex calciatore spagnolo
- 1980 - Roxanne McKee, attrice e modella canadese
- 1980 - Yuri Muzika, ex calciatore azero
- 1980 - Andreas Nilsen, ex sciatore alpino norvegese
- 1980 - Ibrahima Sidibé, calciatore senegalese
- 1980 - Frédéric Thomas, ex calciatore francese
- 1981 - Natsumi Abe, cantante giapponese
- 1981 - Enrico Audenino, regista e sceneggiatore italiano
- 1981 - Sergej Baranov, pallavolista russo
- 1981 - Lynn Chircop, cantante maltese
- 1981 - Emmanuelle Colomban, ex sciatrice alpina francese
- 1981 - Leonid Vladimirovič Elenin, astronomo russo
- 1981 - Taufik Hidayat, ex giocatore di badminton indonesiano
- 1981 - Farxadbek Ïrïsmetov, calciatore kazako
- 1981 - Władysław Kosiniak-Kamysz, politico e medico polacco
- 1981 - Vítor Lima, ex calciatore portoghese
- 1981 - Malek Mouath, ex calciatore saudita
- 1981 - Daniel Oprița, allenatore di calcio e ex calciatore rumeno
- 1981 - Jon Prescott, attore statunitense
- 1981 - Esben Hansen, ex calciatore danese
- 1981 - Line Viken, ex sciatrice alpina norvegese
- 1981 - Lorena Zaffalon, nuotatrice artistica italiana
- 1982 - John Alvbåge, ex calciatore svedese
- 1982 - Devon Aoki, modella e attrice statunitense
- 1982 - Stefan Basson, rugbista a 15 e allenatore di rugby a 15 sudafricano
- 1982 - Shpëtim Hasani, ex calciatore kosovaro
- 1982 - Olof Hvidén-Watson, ex calciatore svedese
- 1982 - Shaun Murphy, giocatore di snooker inglese
- 1982 - Vincent Rodriguez III, attore, cantante e ballerino statunitense
- 1983 - Sekouba Camara, ex calciatore guineano
- 1983 - C.B. Dollaway, artista marziale misto statunitense
- 1983 - Héctor Faubel, pilota motociclistico spagnolo
- 1983 - Augustin Gensse, ex tennista francese
- 1983 - Regan Hood, pallavolista statunitense
- 1983 - Kristen Mann, cestista statunitense
- 1983 - David Martínez, ex calciatore nicaraguense
- 1983 - Leonard Mesarić, ex calciatore croato
- 1983 - Eyal Meshumar, ex calciatore israeliano
- 1983 - Magesh Panchanathan, scacchista indiano
- 1983 - Aleksandr Perežogin, hockeista su ghiaccio russo
- 1983 - Pascal Ragondet, pallavolista francese
- 1983 - Rebecca Scown, canottiera neozelandese
- 1983 - Samuel Emmanuel Suka, ex calciatore beninese
- 1983 - Alessio Vassallo, attore italiano
- 1983 - Wang Chunli, ex biatleta e fondista cinese
- 1984 - Cyrille Aimée, cantante francese
- 1984 - Dontaye Draper, ex cestista statunitense
- 1984 - Ryan Eggold, attore statunitense
- 1984 - Daúd Gazale, calciatore cileno
- 1984 - Osvaldo González, calciatore cileno
- 1984 - Mokomichi Hayami, attore giapponese
- 1984 - Vincent Kiplagat Mitei, ex maratoneta keniota
- 1984 - Anna Theresa Licaros, modella filippina
- 1984 - Matt Prater, giocatore di football americano statunitense
- 1984 - Hayden Stoeckel, ex nuotatore australiano
- 1985 - Claudio De Sousa, ex calciatore italiano
- 1985 - Tania Detomas, ex snowboarder italiana
- 1985 - Randa Markos, artista marziale misto irachena
- 1985 - Roy O'Donovan, calciatore irlandese
- 1985 - Pablo Pérez, ex calciatore argentino
- 1985 - Kakuryū Rikisaburō, lottatore di sumo mongolo
- 1985 - Romário Pereira Sipião, ex calciatore brasiliano
- 1985 - Tsuyoshi Shimamura, ex calciatore giapponese
- 1985 - Apson Manjate, ex calciatore mozambicano
- 1985 - Saulo Squarsone Rodrigues dos Santos, calciatore brasiliano
- 1985 - David Tetteh, ex calciatore ghanese
- 1985 - Roger de Oliveira Bernardo, calciatore brasiliano
- 1986 - John-Lee Augustyn, ex ciclista su strada sudafricano
- 1986 - Oleksandr Čyžov, ex calciatore ucraino
- 1986 - Ryan Edgar, ex calciatore dominicense
- 1986 - Maurizio Ferrara, ex cestista italiano
- 1986 - Amaury Jadin, ex cestista belga
- 1986 - Aurélien Joachim, calciatore lussemburghese
- 1986 - Tibor Joza, ex calciatore svedese
- 1986 - Andrea Sestini Hlaváčková, ex tennista ceca
- 1986 - Ketia Swanier, ex cestista statunitense
- 1986 - Frédéric Vervisch, pilota automobilistico belga
- 1986 - Kazuma Watanabe, calciatore giapponese
- 1987 - Hameed Youssef, calciatore kuwaitiano
- 1987 - Jessica Baldachino, modella gibilterriana
- 1987 - Alan Cappelli Goetz, attore italiano
- 1987 - Gonzalo Castellani, calciatore argentino
- 1987 - Sylvano Comvalius, ex calciatore olandese
- 1987 - Uroš Delić, ex calciatore montenegrino
- 1987 - Georgas Freidgeimas, ex calciatore lituano
- 1987 - Martina Giovanetti, velocista italiana
- 1987 - Terrel Harris, ex cestista statunitense
- 1987 - Charley Koontz, attore statunitense
- 1987 - Chastity Lynn, ex attrice pornografica statunitense
- 1987 - Hassan Maatouk, calciatore libanese
- 1987 - Lelo Mbele, ex calciatore della Repubblica Democratica del Congo
- 1987 - Britany Miller, cestista statunitense
- 1987 - Kevin Ramírez, giocatore di calcio a 5 e ex calciatore spagnolo
- 1987 - Laurine van Riessen, pattinatrice di velocità su ghiaccio e pistard olandese
- 1987 - Marie Rosché, ex cestista senegalese
- 1987 - Andrew Setefano, calciatore samoano
- 1987 - Dunia Susi, ex calciatrice inglese
- 1987 - Anton Tsirin, calciatore kazako
- 1987 - Lorenzo Zanetti, pilota motociclistico italiano
- 1987 - Matthew den Dekker, ex giocatore di baseball statunitense
- 1988 - Melquíades Álvarez Caraballo, nuotatore spagnolo
- 1988 - Mateo Bertoša, calciatore croato
- 1988 - Erik Cummins, ex calciatore olandese
- 1988 - Aleksandar Gojković, calciatore serbo
- 1988 - Sergej Irtuganov, cosmonauta russo
- 1988 - James Charles Mack, calciatore americo-verginiano
- 1988 - Gianluca Nicco, calciatore italiano
- 1988 - Stef Nijland, calciatore olandese
- 1988 - James O'Shea, calciatore irlandese
- 1988 - Erkand Qerimaj, sollevatore albanese
- 1988 - Léo Santa Cruz, pugile messicano
- 1988 - Daniele Sciaudone, calciatore italiano
- 1988 - Joe Willis, calciatore statunitense
- 1988 - Priscila Daroit, pallavolista brasiliana
- 1989 - Jonathan Baldwin, giocatore di football americano statunitense
- 1989 - Radim Breite, calciatore ceco
- 1989 - Gilberto Clavell, cestista portoricano
- 1989 - Sam Gagner, hockeista su ghiaccio canadese
- 1989 - Bryan Gaul, ex calciatore statunitense
- 1989 - Erik Heil, velista tedesco
- 1989 - Alexandra Ívarsdóttir, modella islandese
- 1989 - Zacaria Maazouzi, giocatore di calcio a 5 e calciatore norvegese
- 1989 - Sanjaya Malakar, cantante statunitense
- 1989 - Alice McKennis, ex sciatrice alpina statunitense
- 1989 - Aleksander Melgalvis Andreassen, calciatore norvegese
- 1989 - Martina Merlino, attrice italiana
- 1989 - Kevin Rolland, ex sciatore freestyle francese
- 1989 - Marcus Rosner, attore canadese
- 1989 - Giulio Sabbi, pallavolista italiano
- 1989 - Ben Sahar, calciatore israeliano
- 1989 - Aboubacar Sawadogo, calciatore burkinabé
- 1989 - Ibrahima Seck, calciatore senegalese
- 1989 - Gladwin Shitolo, calciatore sudafricano
- 1989 - Shu Pei, modella cinese
- 1989 - Janar Toomet, calciatore estone
- 1990 - Margarita Alijčuk, ginnasta russa
- 1990 - Shunsuke Andō, calciatore giapponese
- 1990 - Lola Arslanbekova, ex pallavolista uzbeka
- 1990 - David Kuagica, ex calciatore angolano
- 1990 - Will Brittain, attore statunitense
- 1990 - Mart Dijkstra, calciatore olandese
- 1990 - Broken Back, cantautore e musicista francese
- 1990 - Lakeem Jackson, cestista statunitense
- 1990 - Tatjana Jelača, giavellottista serba
- 1990 - Elise Kellond-Knight, calciatrice australiana
- 1990 - Lee Sung-kyung, attrice e modella sudcoreana
- 1990 - Sydney Lemmon, attrice statunitense
- 1990 - Francesca Manzini, imitatrice, personaggio televisivo e conduttrice radiofonica italiana
- 1990 - Vladimir Mihailović, cestista montenegrino
- 1990 - Jean-Beanuel Petit-Homme, calciatore francese
- 1990 - Mikhail Rosheuvel, calciatore olandese
- 1990 - Lucas Till, attore statunitense
- 1991 - An Yong-woo, calciatore sudcoreano
- 1991 - Melanie Barbezat, giocatrice di curling svizzera
- 1991 - Dagný Brynjarsdóttir, calciatrice islandese
- 1991 - Michael Dapaah, rapper, attore e comico britannico
- 1991 - Đorđe Đurić, calciatore serbo
- 1991 - Malcolm Griffin, cestista statunitense
- 1991 - Daniel Havel, canoista ceco
- 1991 - Corey Hawkins, ex cestista e allenatore di pallacanestro statunitense
- 1991 - Héber Araújo dos Santos, calciatore brasiliano
- 1991 - Nikolaos Korovesīs, calciatore greco
- 1991 - Abdul Mateen Bolkiah, principe e militare bruneiano
- 1991 - Orxan Səfərov, judoka azero
- 1991 - Jimmy Turgis, ex ciclista su strada, ciclocrossista e dirigente sportivo francese
- 1991 - Obladaet, rapper russo
- 1992 - Damian Czykier, ostacolista polacco
- 1992 - Go Ah-sung, attrice sudcoreana
- 1992 - Oğuz Gürbulak, calciatore turco
- 1992 - Daryl Horgan, calciatore irlandese
- 1992 - Mugi Kadowaki, attrice giapponese
- 1992 - Blerim Kotobelli, calciatore albanese
- 1992 - Kevin Lasagna, calciatore italiano
- 1992 - Lee Jae-sung, calciatore sudcoreano
- 1992 - Keanu Marsh-Brown, calciatore guyanese
- 1992 - Augusto Max, calciatore argentino
- 1992 - Gabriel Montesi, attore italiano
- 1992 - Dayer Quintana, ciclista su strada colombiano
- 1992 - Jasin Redjalari, lottatore macedone
- 1992 - Oliver Rowland, pilota automobilistico britannico
- 1992 - Mirhüseyn Seyidov, ex calciatore azero
- 1992 - Chanel Simmonds, tennista sudafricana
- 1992 - Sun Yujie, schermitrice cinese
- 1992 - Ryn Weaver, cantante statunitense
- 1993 - Valerio Crezzini, arbitro di calcio italiano
- 1993 - Andre Drummond, cestista statunitense
- 1993 - Sondre Turvoll Fossli, fondista norvegese
- 1993 - Aleksej Gorodovoj, calciatore russo
- 1993 - Isidora Jiménez, velocista cilena
- 1993 - Milan Lutonský, calciatore ceco
- 1993 - Deolin Mekoa, calciatore sudafricano
- 1993 - Christian Moses, calciatore sierraleonese
- 1993 - Yūto Nakajima, attore, cantante e ballerino giapponese
- 1993 - Tarik Phillip, cestista statunitense
- 1993 - Lars Røttingsnes, giocatore di calcio a 5 e calciatore norvegese
- 1993 - Cayman Togashi, calciatore giapponese
- 1993 - Wang Ruei, calciatore taiwanese
- 1994 - Adryan, calciatore brasiliano
- 1994 - Søren Kragh Andersen, ciclista su strada danese
- 1994 - Chun In-gee, golfista sudcoreana
- 1994 - Alen Grgić, calciatore croato
- 1994 - Jack Haven, attore statunitense
- 1994 - Kim Song-i, tennistavolista nordcoreana
- 1994 - Nir Lax, calciatore israeliano
- 1994 - Danielle Lea, calciatrice inglese
- 1994 - Gulnoza Matniyazova, judoka uzbeka
- 1994 - Rafael Páez, calciatore spagnolo
- 1994 - Bernardo Silva, calciatore portoghese
- 1995 - Heidar Aegisson, calciatore islandese
- 1995 - Saïd Benrahma, calciatore algerino
- 1995 - Mike-Steven Bähre, calciatore tedesco
- 1995 - Selçuk Can, lottatore turco
- 1995 - Rémi Cavagna, ciclista su strada francese
- 1995 - Dalvin Cook, giocatore di football americano statunitense
- 1995 - Cristiana Ferrando, tennista italiana
- 1995 - Bethany Galat, ex nuotatrice statunitense
- 1995 - Sarah Beth Grey, tennista britannica
- 1995 - Zurian Hechavarría, ostacolista e velocista cubana
- 1995 - Nijaz Il'jasov, judoka russo
- 1995 - Vasileios Papafōtīs, calciatore cipriota
- 1995 - Yusmandy Paz, tuffatore cubano
- 1995 - Denis Pineda, calciatore salvadoregno
- 1995 - Hossain Rasouli, atleta paralimpico afghano
- 1995 - Sergej Semënov, lottatore russo
- 1995 - Lawrence Shankland, calciatore scozzese
- 1995 - Silvester Shkalla, calciatore albanese
- 1996 - Brian Anunga, calciatore camerunese
- 1996 - Evan Evagora, attore australiano
- 1996 - Annalisa Favole, calciatrice italiana
- 1996 - Basit Abdul Khalid, calciatore ghanese
- 1996 - Katja Krasavice, cantante, rapper e youtuber ceca
- 1996 - Terry Lartey Sanniez, calciatore olandese
- 1996 - Jacob Latimore, attore, cantante e ballerino statunitense
- 1996 - Gabriel Lunetta, calciatore italiano
- 1996 - Nemanja Majdov, judoka serbo
- 1996 - Stefan Nigro, calciatore australiano
- 1996 - Alex Palmer, calciatore inglese
- 1996 - Nucci, cantante, rapper e produttore discografico serbo
- 1996 - Max Scharping, giocatore di football americano statunitense
- 1996 - Callum Scotson, ciclista su strada e pistard australiano
- 1997 - Saad Agouzoul, calciatore marocchino
- 1997 - Iván García Martínez, taekwondoka spagnolo
- 1997 - Kylie Jenner, imprenditrice, personaggio televisivo e socialite statunitense
- 1997 - Luca Marini, pilota motociclistico italiano
- 1997 - Acácio Quifucussa, judoka angolano
- 1997 - Shehab Qunbar, calciatore palestinese
- 1997 - Anisur Rahman, calciatore bangladese
- 1997 - Sara Takatsuki, attrice, modella e cantante giapponese
- 1997 - Demajeo Wiggins, cestista statunitense
- 1998 - Gianfranco Chávez, calciatore peruviano
- 1998 - Emilio Estevez Tsai, calciatore taiwanese
- 1998 - Nikita Gojlo, calciatore russo
- 1998 - Tessa Grubbs, pallavolista statunitense
- 1998 - Matías Gómez, calciatore argentino
- 1998 - Oki, rapper polacco
- 1998 - Sacha Killeya-Jones, cestista statunitense
- 1998 - Daan Klomp, calciatore olandese
- 1998 - Brian Komen, mezzofondista keniano
- 1998 - Sharlene Mawdsley, velocista irlandese
- 1998 - Danylo Muraško, aviatore e militare ucraino († 2023)
- 1998 - Mukhtar Suleiman, calciatore olandese
- 1998 - Eythora Thorsdottir, ginnasta olandese
- 1999 - Anton Brehme, pallavolista tedesco
- 1999 - Jens Cajuste, calciatore svedese
- 1999 - Kerem Kamal, lottatore turco
- 1999 - Frida Karlsson, fondista svedese
- 1999 - Andrea Mabellini, pilota di rally italiano
- 1999 - Ritomo Miyata, pilota automobilistico giapponese
- 1999 - Ja Morant, cestista statunitense
- 1999 - Michaela Onyenwere, cestista statunitense
- 1999 - Jason Preston, cestista statunitense
- 1999 - Nick Suzuki, hockeista su ghiaccio canadese
- 1999 - Dudu Teodora, calciatore brasiliano
- 1999 - Dániel Tiefenbach, calciatore ungherese
- 1999 - Stefan Šormaz, calciatore serbo
- 2000 - Nana Antwi, calciatore ghanese
- 2000 - Valeryj Bačaroŭ, calciatore bielorusso
- 2000 - Arnaud Gaudet, snowboarder canadese
- 2000 - Waka Kobori, nuotatrice giapponese
- 2000 - Filip Prokopyszyn, pistard e ciclista su strada polacco
- 2000 - Eridon Qardaku, calciatore albanese
- 2000 - Jakob Tånnander, calciatore svedese
- 2000 - Jüri Vips, pilota automobilistico estone
- 2000 - Daniela Vismane, tennista lettone
- 2000 - Sophia Wilson, calciatrice statunitense
- 2000 - Eric dos Santos Rodrigues, calciatore brasiliano

## XXI secolo(29)
- 2001 - Leo Hayter, ciclista su strada e pistard britannico
- 2001 - Kōki Saitō, calciatore giapponese
- 2001 - Ben Scholte, calciatore olandese
- 2001 - Adil Taoui, calciatore francese
- 2001 - Magdeleine Vallieres, ciclista su strada, ciclocrossista e mountain biker canadese
- 2001 - Darnell Wright, giocatore di football americano statunitense
- 2002 - Marco Abbruzzese, sciatore alpino italiano
- 2002 - Iker Benito, calciatore spagnolo
- 2002 - Carlos Eduardo Borges Parente, calciatore brasiliano
- 2002 - Gabriele Casadei, canoista italiano
- 2002 - Nikol Milanova, pallavolista bulgara
- 2003 - Cristina Arámbula, nuotatrice artistica spagnola
- 2003 - Elena Battistini, calciatrice italiana
- 2003 - Fin Conchie, calciatore neozelandese
- 2003 - Leonardo Farah Shahin, calciatore libanese
- 2003 - Illja Kovtun, ginnasta ucraino
- 2003 - Lucía Varela, pallavolista spagnola
- 2003 - Luca Vincini, cestista italiano
- 2004 - Yotaro Sato, nuotatore artistico giapponese
- 2004 - Jordhy Thompson, calciatore cileno
- 2004 - Lisa Vaelen, ginnasta belga
- 2005 - Jadson Alves de Lima, calciatore brasiliano
- 2005 - Rameshbabu Praggnanandhaa, scacchista indiano
- 2005 - Elena Riederer, sciatrice alpina austriaca
- 2005 - Tidjane Salaün, cestista francese
- 2005 - Sunny Suljic, attore e skater statunitense
- 2005 - Nikola Topić, cestista serbo
- 2007 - Diego Nappi, velocista italiano
- 2011 - Jeremy Maguire, attore statunitense